# San Marcos, Guanajuato
San Marcos är en ort i Mexiko.   Den ligger i kommunen Silao de la Victoria och delstaten Guanajuato, i den centrala delen av landet, 280 km nordväst om huvudstaden Mexico City. San Marcos ligger 1 881 meter över havet och antalet invånare är 700.
Terrängen runt San Marcos är platt söderut, men norrut är den kuperad. Runt San Marcos är det tätbefolkat, med 356 invånare per kvadratkilometer. Närmaste större samhälle är Guanajuato, 12,7 km nordost om San Marcos. Trakten runt San Marcos består till största delen av jordbruksmark.